# Аблаева, Наджие Фемиевна
Наджие Фемиевна Аблаева (известна как Наджие Феми; род. Маргилан) — украинская журналистка. Являлась главным редактором первой крымскотатарской радиостанции «Мейдан ФМ» с момента её основания. Преподаватель Крымского инженерно-педагогического университета.

## Биография
Родилась в городе Маргилан Ферганской области Узбекской ССР в семье депортированных крымских татар. В конце 1980-х годов её семья вернулась в Крым, поселившись в Бахчисарае. Имеет высшее образование по специальности «филолог-арабист». Выучила крымскотатарский язык начав работать журналисткой. Работала на радиостанции «Транс-М-Радио».
В 2005 году стала главным редактором первой крымскотатарской радиостанции «Мейдан ФМ». Позднее совмещала работу главного редактора с работой ведущей на телеканале ATR, где отвечала за программу «Меслекдеш». Автор фильма про спортсмена Рустема Казакова.
В 2016 году начала преподавательскую деятельность на кафедре журналистики Крымского инженерно-педагогического университета.
В сентябре 2017 года основала в Крыму радиостанцию Canlı Radio («Живое радио»), вещание которой посвящено культуре.
Являлась координатором сайта crimeantatars. Соавтор проекта «Мектуплер» (Письма), публикующий письма крымских татар. Инициатор создания книги «Страна Крым», где собраны публикации Олексы Гайворонского. Сценарист и продюсер серии мультфильмов «История национального движения крымских татар», который вышел в ноябре 2021 года.
В 2007 году являлась кандидатом в делегаты Курултая крымскотатарского народа от избирательного блока «Милли Хакъ».

## Личная жизнь
Замужем, воспитывает дочь Сафие.